# Room Eleven

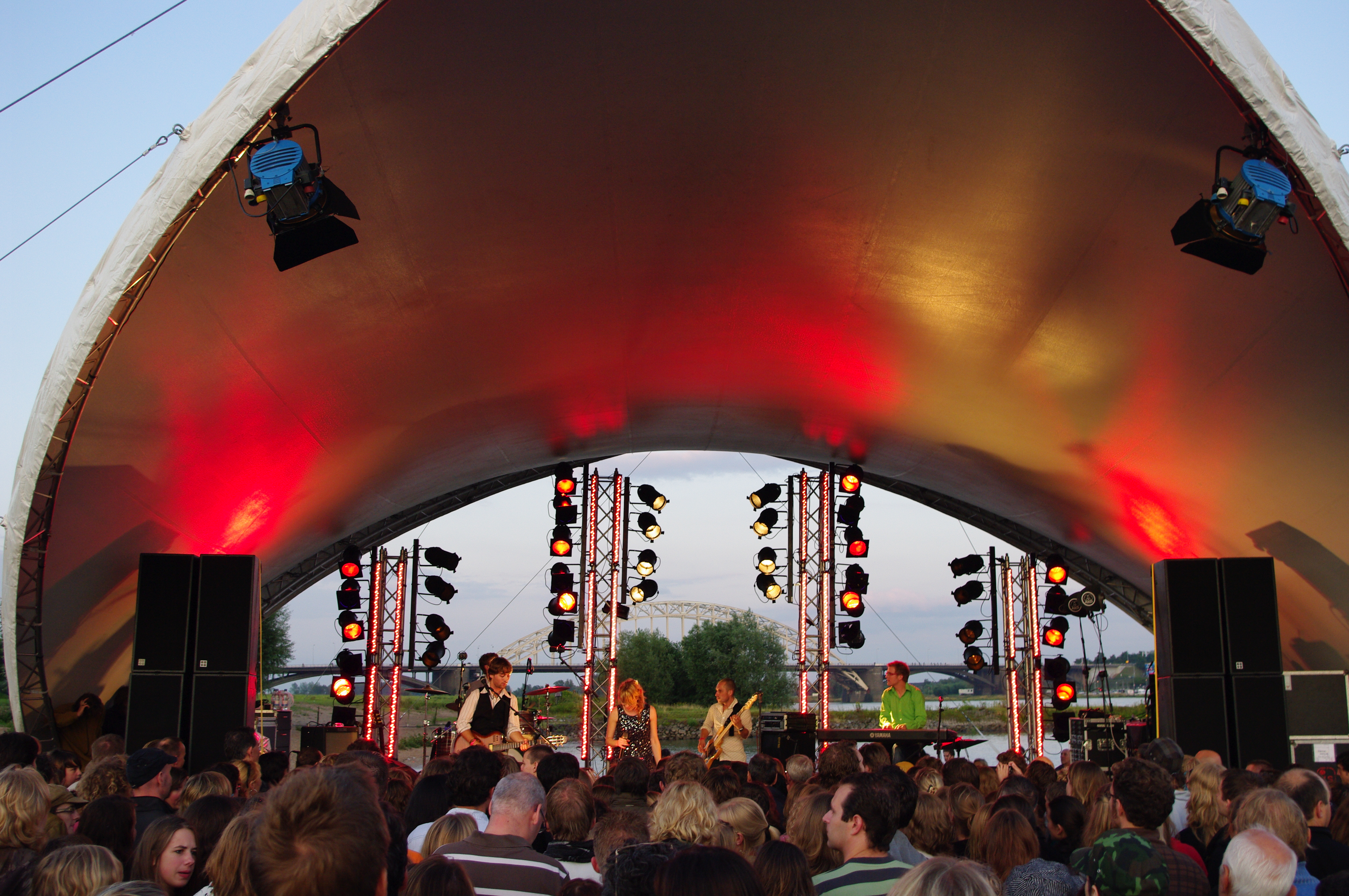
Room Eleven tijdens de Vierdaagsefeesten 2009 in Nijmegen op het Waalstrand

Room Eleven is een Nederlandse band die diverse stijlen en sferen beheerst. Hun muziek bevat elementen van jazz en pop, maar ook blues en bossanova. In 2010 viel de band uiteen om in 2016 weer bij elkaar te komen voor een aantal concerten.

## Biografie

### 2001-2006
Room Eleven ontstond in 2001 toen Janne Schra een briefje ophing in het Utrechts Conservatorium om iemand te vinden met wie zij liedjes kon schrijven en spelen. Arriën Molema reageerde als enige op de oproep en vanaf dat moment componeerden zij samen muziek.
In augustus 2004 werd de band Room Eleven bijna gecompleteerd met Lucas Dols en Maarten Molema. Op de Amsterdamse Uitmarkt vond in datzelfde jaar, op 28 augustus, het eerste optreden van de band plaats. De naam Room Eleven ontstond als gevolg van dit optreden. De band (op dat moment naamloos) moest voor dit optreden namelijk een bandnaam kiezen, omdat zij anders niet konden spelen. Toen Schra later in haar agenda keek, zag ze dat ze moesten repeteren in kamer 11.
Het debuutalbum van Room Eleven, Six White Russians and a Pink Pussycat, werd opgenomen en geproduceerd door de Amsterdamse producent Floris Klinkert en op 9 juni 2006 uitgebracht door Universal Music. Het album is vernoemd naar een paar cocktails.
In juli 2006 stond Room Eleven voor het eerst op het North Sea Jazz Festival. Andere hoogtepunten van dit jaar waren de nominatie voor een Edison Jazz Award en het winnen van een Essent Award.

### 2007
Begin 2007 werd Six White Russians and a Pink Pussycat opnieuw uitgebracht, ditmaal met een bonusdisc met daarop twee versies van het nummer "Bitch", het nieuwe nummer "Grey" en liveversies van de nummers "Greenest Grass", "Sad Song" en "Come Closer". Uit handen van Trijntje Oosterhuis ontving de band op 6 april 2007 een gouden plaat. Op 26 oktober kreeg Room Eleven, na afloop van een concert in Paradiso, een platina plaat uit handen van Schra's moeder.
In juli van dit jaar gaf de band zijn eerste buitenlandse optreden, en wel in Canada op het Festival International de Jazz de Montréal. In oktober gaf de band vier avonden achtereen concerten in Paradiso, de Effenaar, Tivoli en De Oosterpoort. Al deze concerten waren uitverkocht.
In december begon de band in samenwerking met Jazz Impuls aan een theatertour door Nederland en werd in New York het nieuwe album opgenomen.

### 2008
In maart 2008 verscheen het album Mmm...Gumbo? De cd werd, met Dayna Kurtz als coproducent, in de Verenigde Staten opgenomen. In het nummer "Not Jealous" zong Kurtz mee.
Zoals Six White Russians and a Pink Pussycat was vernoemd naar cocktails, zo werd het nieuwe album Mmm...Gumbo? vernoemd naar een traditioneel gerecht uit Louisiana.
Voor de verschijning van dit album vond er in februari op veler verzoek van Japanse MySpace-fans een minitour van vier dagen plaats in Japan. Verder trad de band op op het North Sea Jazz Festival, in Duitsland, Canada (Montreal Jazz), Frankrijk, Engeland, België, Servië, Hongarije en Zuid-Afrika.

### 2009
2009 begon met een grote theatershow door heel Nederland. De finale van deze tour was een optreden in Koninklijk Theater Carré.
In maart kreeg de band door Youp van 't Hek een Zilveren Harp uitgereikt. Op 24 mei 2009 ontving Room Eleven een gouden plaat voor het album Mmm...Gumbo?

### 2010
Op 18 januari 2010 viel Room Eleven uiteen. Eind 2010 bracht Schra (onder de artiestennaam Schradinova) haar solodebuut "India Lima Oscar Victor Echo You" uit.

### 2016
In juni 2016 gaf Room Eleven een jubileumshow in Utrecht. Dat concert was in een kwartier uitverkocht. Aangemoedigd door dat succes wordt een kleine clubtour gepland (Groningen, Nijmegen, Utrecht, Den Haag & Amsterdam) voor eind november 2016.

## Bandleden
Room Eleven bestond tot 2010 uit:
- Janne Schra (zang)
- Arriën Molema (gitaar)
- Tony Roe (toetsen)
- Lucas Dols (contrabas)
- Maarten Molema (drums)

## Discografie

### Albums
| Album met eventuele hitnotering(en) in de Nederlandse Album Top 100 | Datum van verschijnen | Datum van binnenkomst | Hoogste positie | Aantal weken | Opmerkingen |
| ------------------------------------------------------------------- | --------------------- | --------------------- | --------------- | ------------ | ----------- |
| Six white Russians and a pink pussycat                              | 09-06-2006            | 22-07-2006            | 15              | 85           | Platina     |
| Mmm...Gumbo?                                                        | 14-03-2008            | 22-03-2008            | 3               | 52           | Goud        |
| Live in Carré!                                                      | 2009                  | 30-05-2009            | 47              | 5            | Livealbum   |

### Singles
| Single met eventuele hitnotering(en) in de Nederlandse Top 40 | Datum van verschijnen | Datum van binnenkomst | Hoogste positie | Aantal weken | Opmerkingen              |
| ------------------------------------------------------------- | --------------------- | --------------------- | --------------- | ------------ | ------------------------ |
| One of these days                                             | 2006                  | -                     |                 |              |                          |
| Bitch                                                         | 16-02-2007            | -                     |                 |              | #59 in de Single Top 100 |
| Hey hey hey!                                                  | 14-03-2008            | -                     |                 |              | #26 in de Single Top 100 |
| Lovely morning                                                | 2008                  | -                     |                 |              |                          |
| Lalala love                                                   | 2009                  | -                     |                 |              |                          |

### Dvd's
| Dvd's met hitnoteringen in de Nederlandse Music Top 30 | Datum van verschijnen | Datum van binnenkomst | Hoogste positie | Aantal weken | Opmerkingen |
| ------------------------------------------------------ | --------------------- | --------------------- | --------------- | ------------ | ----------- |
| Live in Carré!                                         | 2009                  | 30-05-2009            | 18              | 5            |             |

### NPO Radio 2 Top 2000
| Nummer met noteringen in de NPO Radio 2 Top 2000 | '09  | '10  |
| ------------------------------------------------ | ---- | ---- |
| Hey Hey Hey!                                     | 1638 | 1894 |

1. ↑  Een vetgedrukt getal geeft de hoogste notering aan.
2. ↑  2009 was het eerste jaar met een notering voor dit nummer.
3. ↑  Deze tabel is bijgewerkt tot en met de laatste editie (2024).